# 원저우시
원저우(온주, 중국어 간체자: 温州, 정체자: 溫州, 병음: Wēnzhōu)는 중화인민공화국 저장성 동남 연해에 위치하는 지급시이다. 사업 수단에 뛰어나 예로부터 원저우인은 「중국의 유태인」이라고 불렸다.

## 역사
원저우는 문화현난인 동구(東甌)의 이름난 진이며, 기원 전 192년에는 동구왕 도읍이 되었다. 본 지급시의 전신은 323년신설된 영가군이다. 전설에 의하면 군이 만들어질 때 흰 사슴이 꽃을 물고 성을 돌아다녔다고 하여, 록성(鹿城)이라는 별칭이 있다. 영가군 태수에 임명된 사령운은 이 땅의 산수를 노래한 시인으로 유명하다. 당대에 접어들면서, 675년에 처음으로 ‘원저우’라는 이름이 나왔다. 원저우에서는 역사적으로 수공업이 발달하였고, 도자기, 종이, 조선, 비단, 칠기, 가죽 제품 등이 발달했다. 남송 때에는 대외통상항이 되어, 해상 무역으로 번영하였다. 명청시대에는 원저우부가 설치되었고, 근대에는 차의 수출항이 되었다.

## 지리
저장성 동남부에 위치하며, 북부는 타이저우시, 서부는 리수이시, 남부는 푸젠성에 접한다. 동쪽은 동해(동중국해)이다. 원저우항은 예부터 저장성 남부 산간지대의 산물 적출항으로서 유명하였다.
원저우는 온난 습윤 기후(쾨펜의 기후 구분 Cfa)를 가지고 있으며, 짧고, 햇볕이 좋고, 건조한 겨울과 길고, 덥고, 습한 여름을 가지고 있다. 여름은 국지적인 기후를 가지지만, 겨울은 더 쾌적하며, 지역적으로 남쪽이면서, 주위의 산 때문에 헐씬 주변의 타 지역 보다 따듯하다. 연평균 기온은 18.9°C이고 1월 평균 기온 8.7 °C, 7월 평균 기온 28.7 °C이다. 늦봄과 초여름에는 몬순의 영향으로 비가 많이 오는 편이며, 여름에는 태풍으로 인한 피해가 잦다. 연평균 강수량은 1755mm, 무상일수는 280일이다.
| 원저우시의 기후                                               | 원저우시의 기후 | 원저우시의 기후 | 원저우시의 기후 | 원저우시의 기후 | 원저우시의 기후 | 원저우시의 기후 | 원저우시의 기후 | 원저우시의 기후 | 원저우시의 기후 | 원저우시의 기후 | 원저우시의 기후 | 원저우시의 기후 | 원저우시의 기후 |
| 월                                                            | 1월             | 2월             | 3월             | 4월             | 5월             | 6월             | 7월             | 8월             | 9월             | 10월            | 11월            | 12월            | 연간            |
| ------------------------------------------------------------- | --------------- | --------------- | --------------- | --------------- | --------------- | --------------- | --------------- | --------------- | --------------- | --------------- | --------------- | --------------- | --------------- |
| 역대 최고 기온 °C (°F)                                        | 25.6 (78.1)     | 27.3 (81.1)     | 29.5 (85.1)     | 33.2 (91.8)     | 35.7 (96.3)     | 37.5 (99.5)     | 41.7 (107.1)    | 38.5 (101.3)    | 38.0 (100.4)    | 35.0 (95.0)     | 30.0 (86.0)     | 25.9 (78.6)     | 41.7 (107.1)    |
| 일평균 최고 기온 °C (°F)                                      | 12.9 (55.2)     | 14.1 (57.4)     | 17.1 (62.8)     | 22.1 (71.8)     | 26.2 (79.2)     | 29.4 (84.9)     | 33.3 (91.9)     | 33.1 (91.6)     | 30.1 (86.2)     | 25.9 (78.6)     | 20.8 (69.4)     | 15.6 (60.1)     | 23.4 (74.1)     |
| 일일 평균 기온 °C (°F)                                        | 8.7 (47.7)      | 9.7 (49.5)      | 12.6 (54.7)     | 17.3 (63.1)     | 21.8 (71.2)     | 25.2 (77.4)     | 28.7 (83.7)     | 28.5 (83.3)     | 25.7 (78.3)     | 21.2 (70.2)     | 16.4 (61.5)     | 11.0 (51.8)     | 18.9 (66.0)     |
| 일평균 최저 기온 °C (°F)                                      | 5.9 (42.6)      | 6.8 (44.2)      | 9.6 (49.3)      | 14.1 (57.4)     | 18.8 (65.8)     | 22.5 (72.5)     | 25.6 (78.1)     | 25.5 (77.9)     | 22.7 (72.9)     | 17.9 (64.2)     | 13.3 (55.9)     | 7.9 (46.2)      | 15.9 (60.6)     |
| 역대 최저 기온 °C (°F)                                        | −4.5 (23.9)     | −3.9 (25.0)     | −1.7 (28.9)     | 2.4 (36.3)      | 9.0 (48.2)      | 14.9 (58.8)     | 17.9 (64.2)     | 19.1 (66.4)     | 13.7 (56.7)     | 5.7 (42.3)      | 0.2 (32.4)      | −3.5 (25.7)     | −4.5 (23.9)     |
| 평균 강수량 mm (인치)                                         | 65.3 (2.57)     | 81.8 (3.22)     | 146.3 (5.76)    | 139.3 (5.48)    | 178.3 (7.02)    | 275.9 (10.86)   | 186.3 (7.33)    | 250.7 (9.87)    | 211.1 (8.31)    | 80.2 (3.16)     | 77.1 (3.04)     | 62.5 (2.46)     | 1,754.8 (69.08) |
| 평균 강수일수 (≥ 0.1 mm)                                      | 12.5            | 13.8            | 17.6            | 16.6            | 16.9            | 18.4            | 13.6            | 16.2            | 12.8            | 8.3             | 10.7            | 10.2            | 167.6           |
| 평균 강설일수                                                 | 1.0             | 0.8             | 0.2             | 0               | 0               | 0               | 0               | 0               | 0               | 0               | 0               | 0.3             | 2.3             |
| 평균 상대 습도 (%)                                            | 72              | 75              | 77              | 78              | 80              | 84              | 80              | 79              | 76              | 71              | 73              | 70              | 76              |
| 평균 월간 일조시간                                            | 94.4            | 90.7            | 99.2            | 118.1           | 121.0           | 111.5           | 193.8           | 183.4           | 149.7           | 146.6           | 110.7           | 103.4           | 1,522.5         |
| 가능 일조율                                                   | 29              | 29              | 27              | 31              | 29              | 27              | 46              | 46              | 41              | 41              | 35              | 32              | 34              |
| 출처: 중국기상국 (평년값: 1991년~2020년, 극값: 1981년~2010년) |                 |                 |                 |                 |                 |                 |                 |                 |                 |                 |                 |                 |                 |

## 행정 구역

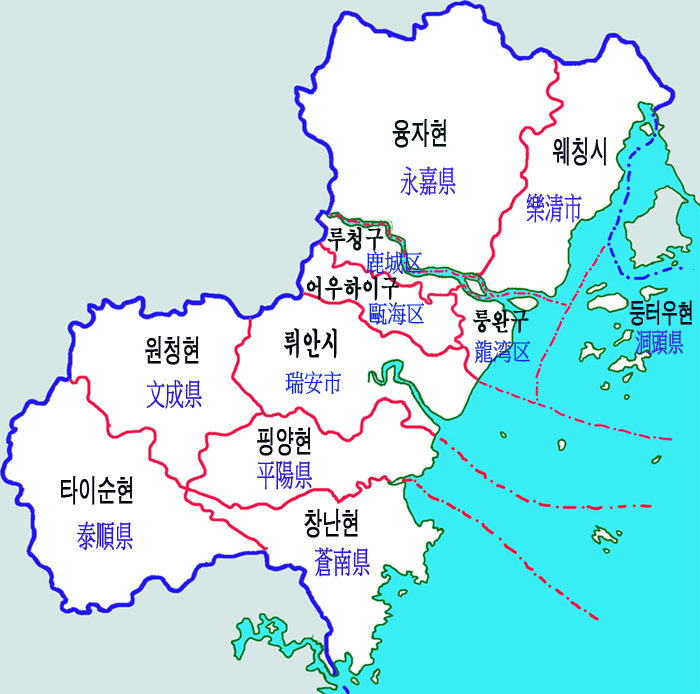
원저우시 지급행정구역도

시할구
- 루청구(鹿城区)
- 룽완구(龙湾区)
- 어우하이구(瓯海区)
- 둥터우구(洞头区)

현급시
- 뤼안시(瑞安市)
- 웨칭시(乐清市)

현
- 융자현(永嘉县)
- 핑양현(平阳县)
- 창난현(苍南县)
- 원청현(文成县)
- 타이순현(泰顺县)

## 경제
일찍부터 시장 경제, 사영 기업이 발달해, 1980년대에는 중국 개혁-개방정책의 모델이 된 적도 있다. 경제 기술 개발구로 지정되어 경공업이 발달해, 수출이 번성하다. 수출액은 2002년 $26억, 2003년 $34.2억로 급진 추세에 있다. 주요 수출품은 신발, 의류, 안경, 가구, 가죽 제품, 전기회로 보호장치, 라이터, 플라스틱 제품 등이다. 수출지로서는 우크라이나, 이탈리아, 스페인, 대한민국, 폴란드, 루마니아, 독일, 체코 공화국, 네덜란드 등 중동 유럽이 많다. 수입은 한국이 많다. 시내에는 원저우 상무성, 서안상성 등의 대형 마켓이 설치되어 세계 각지로부터의 바이어를 모은다. 가짜 브랜드, 일명 짝퉁의 제조도 왕성하다.

### 중국의 유대인
원저우인은 장사가 능숙하다고 옛 문헌에 전해온다. 현재, 154만 명의 원저우인이 중국 각지에서 상업 등에 종사하며, 38만 명이 세계 각지에서 화교로 활약한다. 그 중에서도 프랑스 8만명, 이탈리아 7만 명, 네덜란드 3만 명, 미국 5만 명, 싱가포르 2만 명 등이 있다. 그 다음으로 폴란드에도 많이 진출해 있다. 또 대만에도 약 10만 명의 원저우인이 체재하고 있으며, 일본에도 일본 원저우 총상사가 존재한다. 이 때문에, 원저우인은 중국의 유대인이라는 별칭이 있다. 매년 세계 각지의 원저우 출신 화교들이 모여 〈세계 원저우인 대회〉가 개최된다. 화인은 중국 요리점이나 소매업에 종사하는 사람이 많다.

## 언어
주민의 대부분은 한어 오방언(상하이어 등)의 일파인 동구계 방언을 하지만, 시 남부의 푸젠성에 가까운 핑양현, 창난현, 동토우현에서는 역사적으로 푸젠 남부에서 이주자가 대부분이라 민난어 지역이 되고 있다.

## 관광
시 주변에는 풍부한 자연이 펼쳐져 있어, 관광 자원으로 활용되고 있다. 러청 시에 있는 안탕산(雁蕩山)은 중국십대명산의 하나로 국가중점풍경명승구로 지정되어 있다. 잉자현의 남계강(楠渓江)도 국가중점풍경명승구로 지정되어 연안에는 빼어난 산수나 전원풍경이 펼쳐진다. 핑양현의 남쪽 바다에 떠있는 난루도(南鹿島)는 국가급해양보호구로 조개나 해조류의 생태계가 보호되고 있다. 시 북부의 오암령도 국가급자연보호구로 삼림 생태계나 야생 동물이 보호되어 있고, 주봉인 백운봉은 해발 1,611m에 이른다.

## 교통
- 원저우 공항은 국가의 힘에 의지하지 않고, 원저우인의 자본으로 건설되었다. 국내선 60개 외에, 홍콩, 마카오와도 연결되어 있다.
- 진원 철도는 중국 최초의 철도 주식회사로 원저우시와 진화시를 묶어, 성도인 항저우에 연결된다.
- 고속도로는 항주까지 4시간, 상하이 직행 버스도 있다.

## 자매 도시
- 대한민국 인천광역시
- 일본 이시노마키시
- 미국 뉴저지
- 이탈리아 프라토

## 우호도시
- 대한민국 광주광역시